# Inghem
Inghem [ɛ̃ɡɛm] est depuis le 1er septembre 2016 une commune déléguée de Bellinghem et une ancienne commune française située dans le département du Pas-de-Calais en région Hauts-de-France.
Ses habitants se nomment les Inghemois(es).

## Géographie

### Communes limitrophes
|           | Helfaut |          |
| Pihem     | Inghem  | Ecques   |
| Herbelles |         | Clarques |

## Toponymie
Le nom de la localité est attesté sous les formes :
- en l'an II - 1793 : Inguehen ;
- en 1801 : Inghen (inscrit au Bulletin des lois de 1801) ;
- Inghem[1]

## Histoire
Les familles Rubempré, Noircarmes et Wazières furent les principaux seigneurs de la commune.
Jusqu'en 1789, elle est régie par le royaume de France.
En 1790, elle passe sous la souveraineté du Nord-Pas-de-Calais.
En 1793, elle est intégrée au département du Pas-de-Calais, fait partie du district de Saint-Omer, du canton de Esquerdes et devient la municipalité de Inguehen.
En 1801, elle devient officiellement département du Pas-de-Calais, commune de arrondissement de Saint-Omer et du canton de l'Aire-sur-la-Lys.

## Politique et administration

Inghem dans son canton et dans l'arrondissement de Saint-Omer (2010).

| Période                                  | Période   | Identité          | Étiquette | Qualité                                                |
| ---------------------------------------- | --------- | ----------------- | --------- | ------------------------------------------------------ |
| Les données manquantes sont à compléter. |           |                   |           |                                                        |
| 1989                                     | 2014      | Jacques Bonnière  |           |                                                        |
| 2014,                                    | août 2016 | Jean-Marie Evrard |           | Comptable à la verrerie-cristallerie d’Arques retraité |

## Population et société

### Démographie
L'évolution du nombre d'habitants est connue à travers les recensements de la population effectués dans la commune depuis 1793. À partir du 1er janvier 2009, les populations légales des communes sont publiées annuellement dans le cadre d'un recensement qui repose désormais sur une collecte d'information annuelle, concernant successivement tous les territoires communaux au cours d'une période de cinq ans. 
Pour les communes de moins de 10 000 habitants, une enquête de recensement portant sur toute la population est réalisée tous les cinq ans, les populations légales des années intermédiaires étant quant à elles estimées par interpolation ou extrapolation. Pour la commune, le premier recensement exhaustif entrant dans le cadre du nouveau dispositif a été réalisé en 2004,.
En 2014, la commune comptait 522 habitants, en évolution de +45,81 % par rapport à 2009 (Pas-de-Calais : +0,78 %, France hors Mayotte : +2,49 %).
| 1793 | 1800 | 1806 | 1821 | 1831 | 1836 | 1841 | 1846 | 1851 |
| ---- | ---- | ---- | ---- | ---- | ---- | ---- | ---- | ---- |
| 220  | 219  | 264  | 284  | 290  | 285  | 303  | 325  | 325  |

| 1856 | 1861 | 1866 | 1872 | 1876 | 1881 | 1886 | 1891 | 1896 |
| ---- | ---- | ---- | ---- | ---- | ---- | ---- | ---- | ---- |
| 314  | 324  | 309  | 332  | 346  | 336  | 337  | 328  | 319  |

| 1901 | 1906 | 1911 | 1921 | 1926 | 1931 | 1936 | 1946 | 1954 |
| ---- | ---- | ---- | ---- | ---- | ---- | ---- | ---- | ---- |
| 330  | 325  | 319  | 292  | 267  | 262  | 269  | 273  | 267  |

| 1962 | 1968 | 1975 | 1982 | 1990 | 1999 | 2004 | 2009 | 2014 |
| ---- | ---- | ---- | ---- | ---- | ---- | ---- | ---- | ---- |
| 243  | 243  | 254  | 268  | 296  | 302  | 328  | 358  | 522  |

### Pyramide des âges (2007)
La population de la commune est relativement jeune. Le taux de personnes d'un âge supérieur à 60 ans (17,3 %) est en effet inférieur au taux national (21,6 %) et au taux départemental (19,8 %).						
À l'instar des répartitions nationale et départementale, la population féminine de la commune est supérieure à la population masculine. Le taux (52 %) est du même ordre de grandeur que le taux national (51,6 %).						
La répartition de la population de la commune par tranches d'âge est, en 2007, la suivante :						
- 48 % d’hommes (0 à 14 ans = 22,1 %, 15 à 29 ans = 15,7 %, 30 à 44 ans = 23,3 %, 45 à 59 ans = 22,7 %, plus de 60 ans = 16,3 %) ;
- 52 % de femmes (0 à 14 ans = 23,7 %, 15 à 29 ans = 14,5 %, 30 à 44 ans = 22 %, 45 à 59 ans = 21,5 %, plus de 60 ans = 18,3 %).

| Hommes | Classe d’âge | Femmes |
| ------ | ------------ | ------ |
| 0,6    | 90 ans ou +  | 0,5    |
| 5,2    | 75 à 89 ans  | 7,0    |
| 10,5   | 60 à 74 ans  | 10,8   |
| 22,7   | 45 à 59 ans  | 21,5   |
| 23,3   | 30 à 44 ans  | 22,0   |
| 15,7   | 15 à 29 ans  | 14,5   |
| 22,1   | 0 à 14 ans   | 23,7   |

| Hommes | Classe d’âge | Femmes |
| ------ | ------------ | ------ |
| 0,2    | 90 ans ou +  | 0,8    |
| 5,1    | 75 à 89 ans  | 9,1    |
| 11,1   | 60 à 74 ans  | 12,9   |
| 21,0   | 45 à 59 ans  | 20,1   |
| 20,9   | 30 à 44 ans  | 19,6   |
| 20,4   | 15 à 29 ans  | 18,5   |
| 21,3   | 0 à 14 ans   | 18,9   |

### Fête locale
La fête communale se déroule le 2e dimanche suivant Pâques. La fête patronale se déroule le 2e dimanche de septembre.

## Culture locale et patrimoine

### Lieux et monuments
- L'église Notre-Dame (1769). La cloche datant de 1691, pèse 350 kg et est classée monument historique depuis 1913. Le 6 juin 2007, elle fut retirée pour être restaurée. Avant sa remise en place elle a été exposée le 6 avril 2008 dans l'enceinte de l'église[11].
- Chapelle Notre-Dame-de-Lourdes.
- Une chapelle privée.

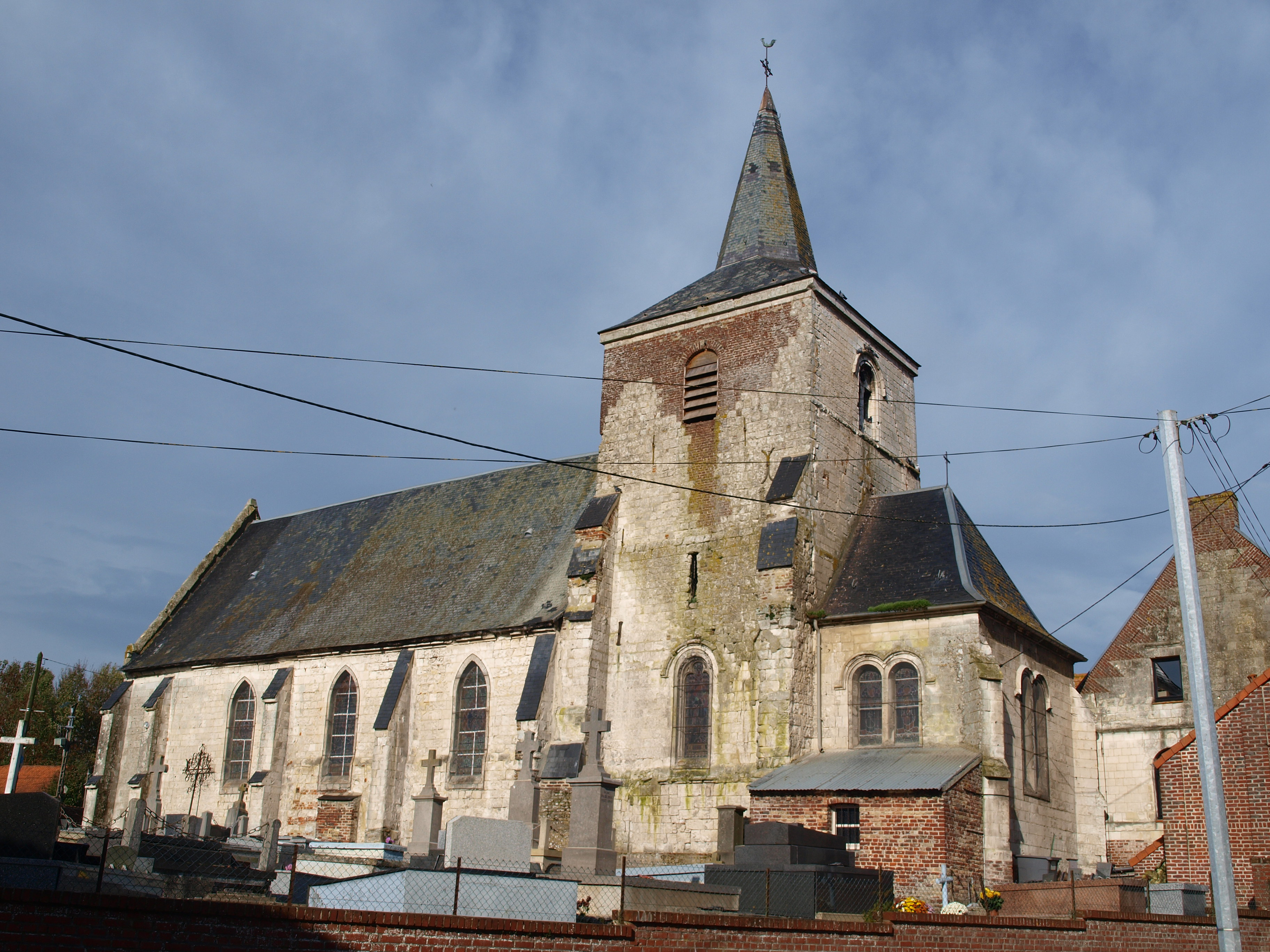
Église Notre-Dame.
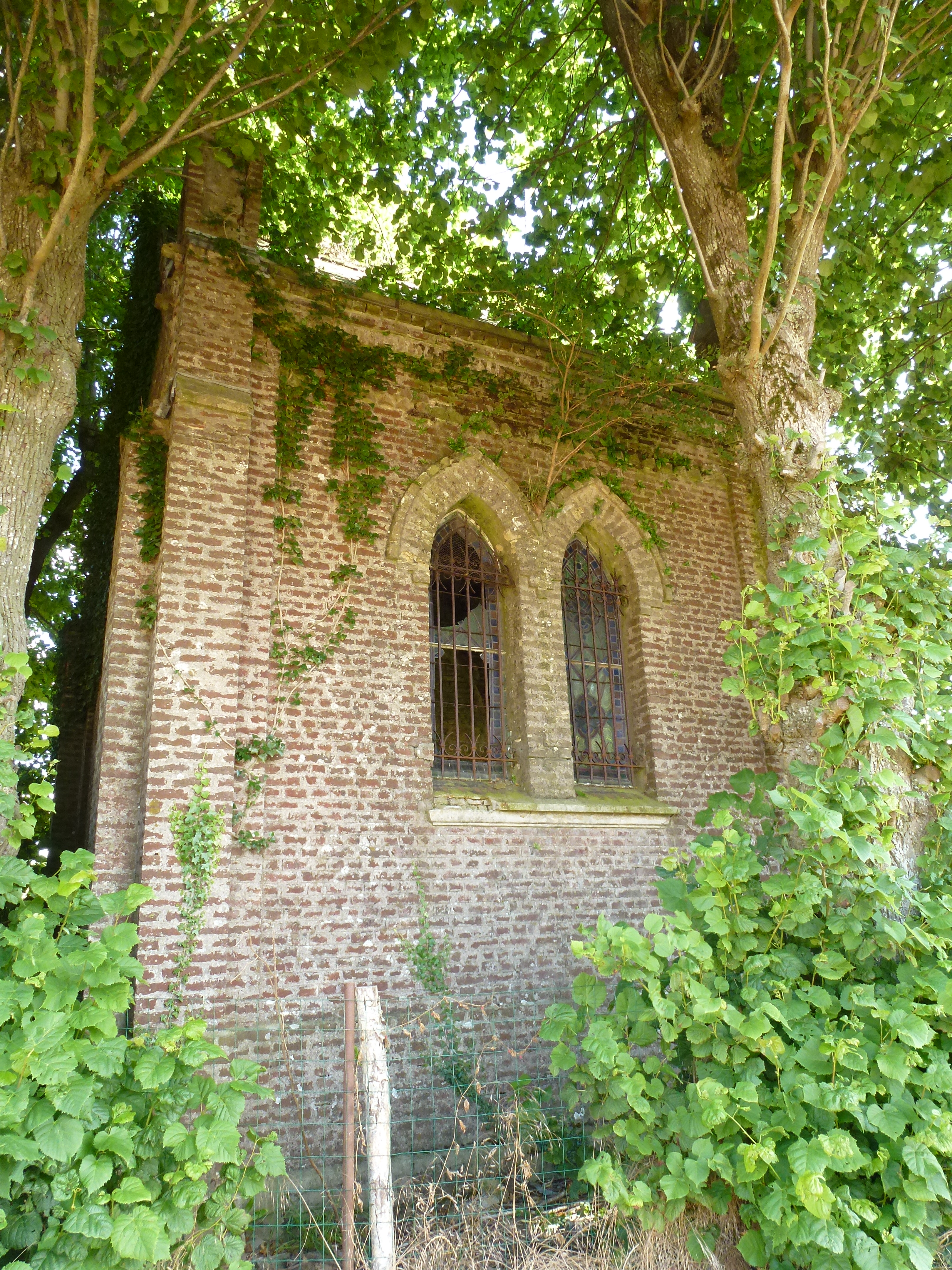
Une chapelle privée.

### Patrimoine commémoratif
- Monument aux morts auprès de la mairie, commémorant les deux guerres mondiales, inauguré en 1922, marbrier Ernest Rabischon[12].
- Calvaire du souvenir au cimetière, commémorant la guerre de 1914-1918.
- Calvaire à la limite des communes d'Inghem et Herbelles, commémorant des morts de la guerre 1939-1945.

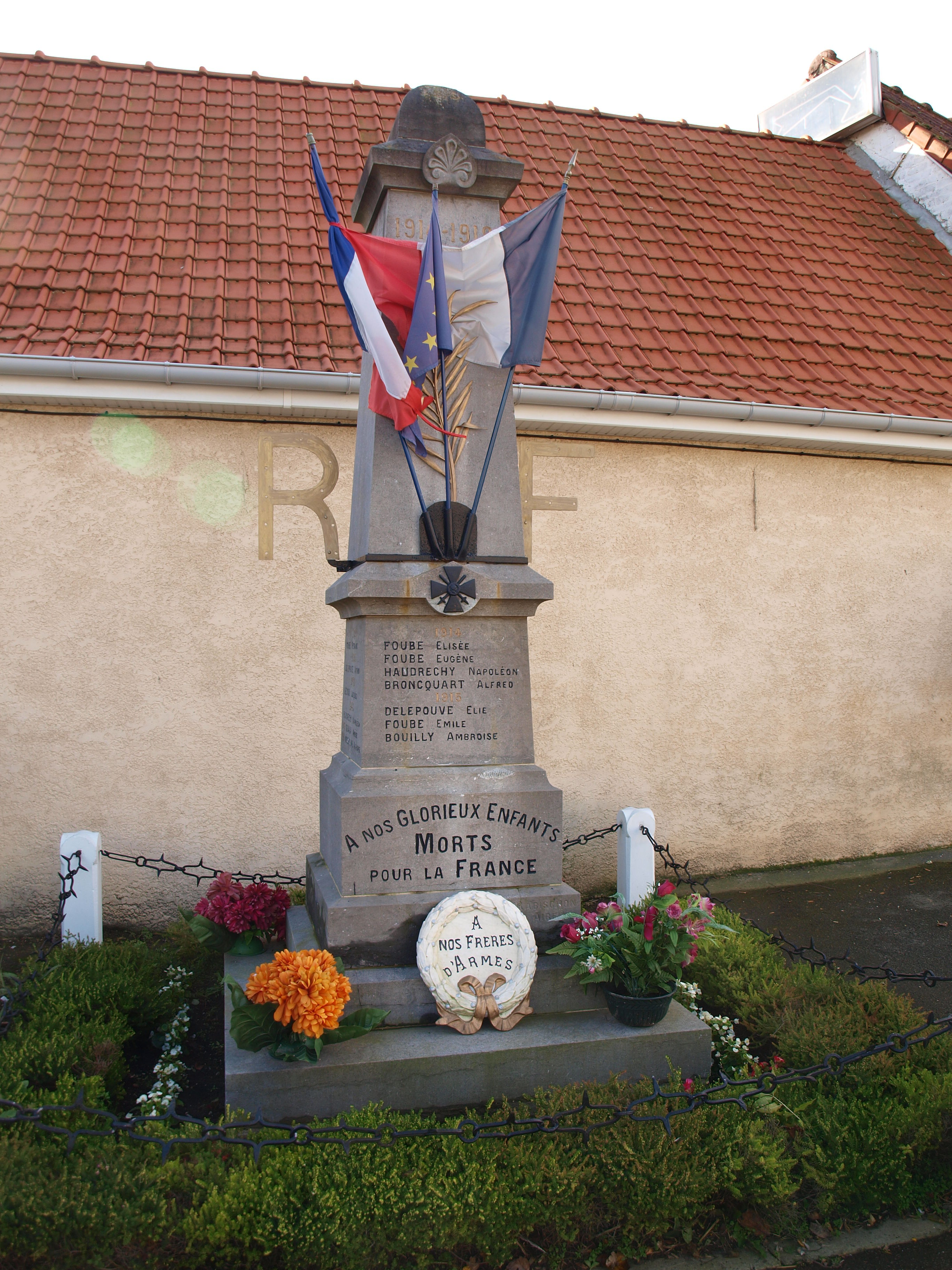
Monument aux morts.
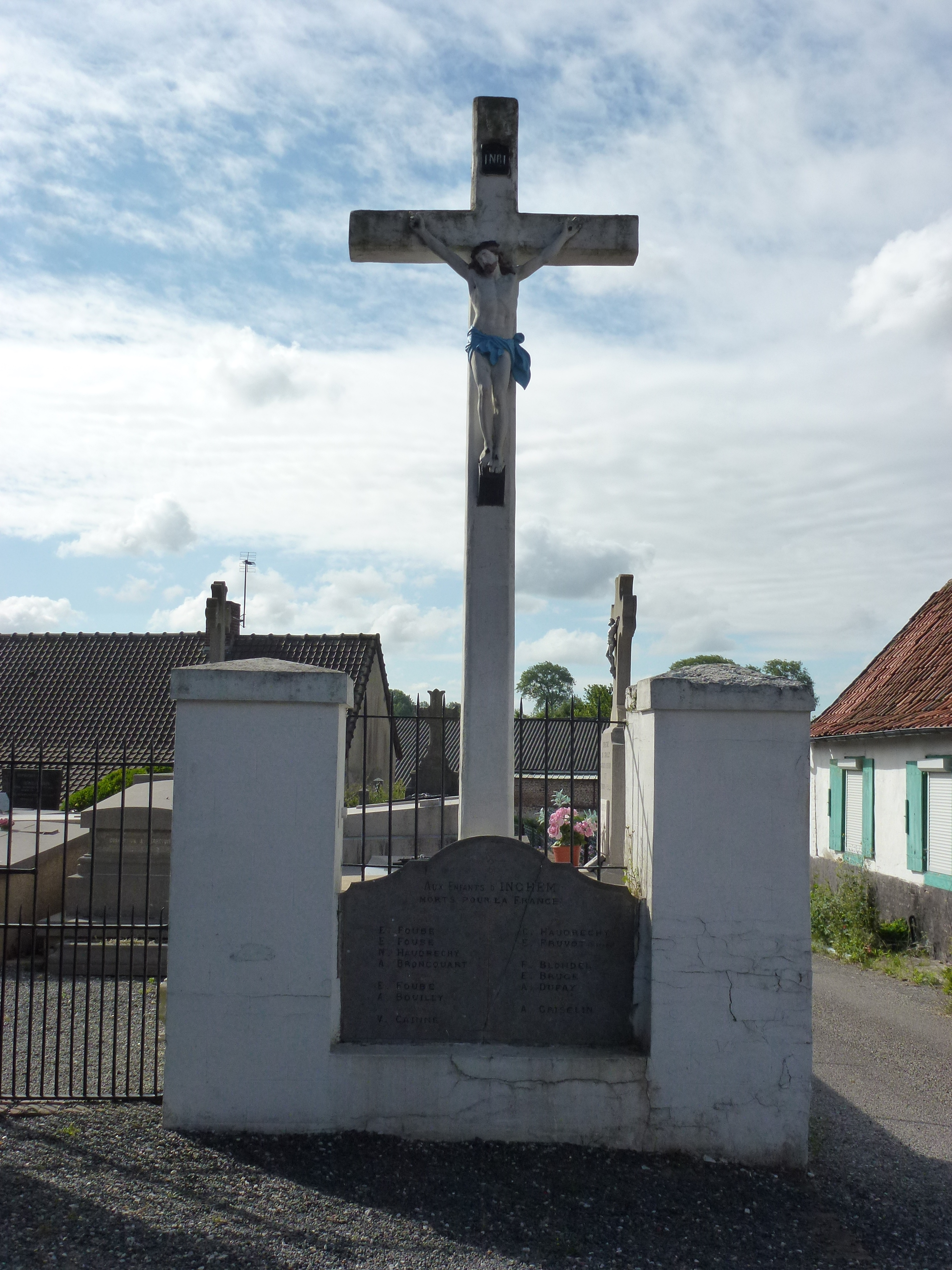
Calvaire du souvenir.
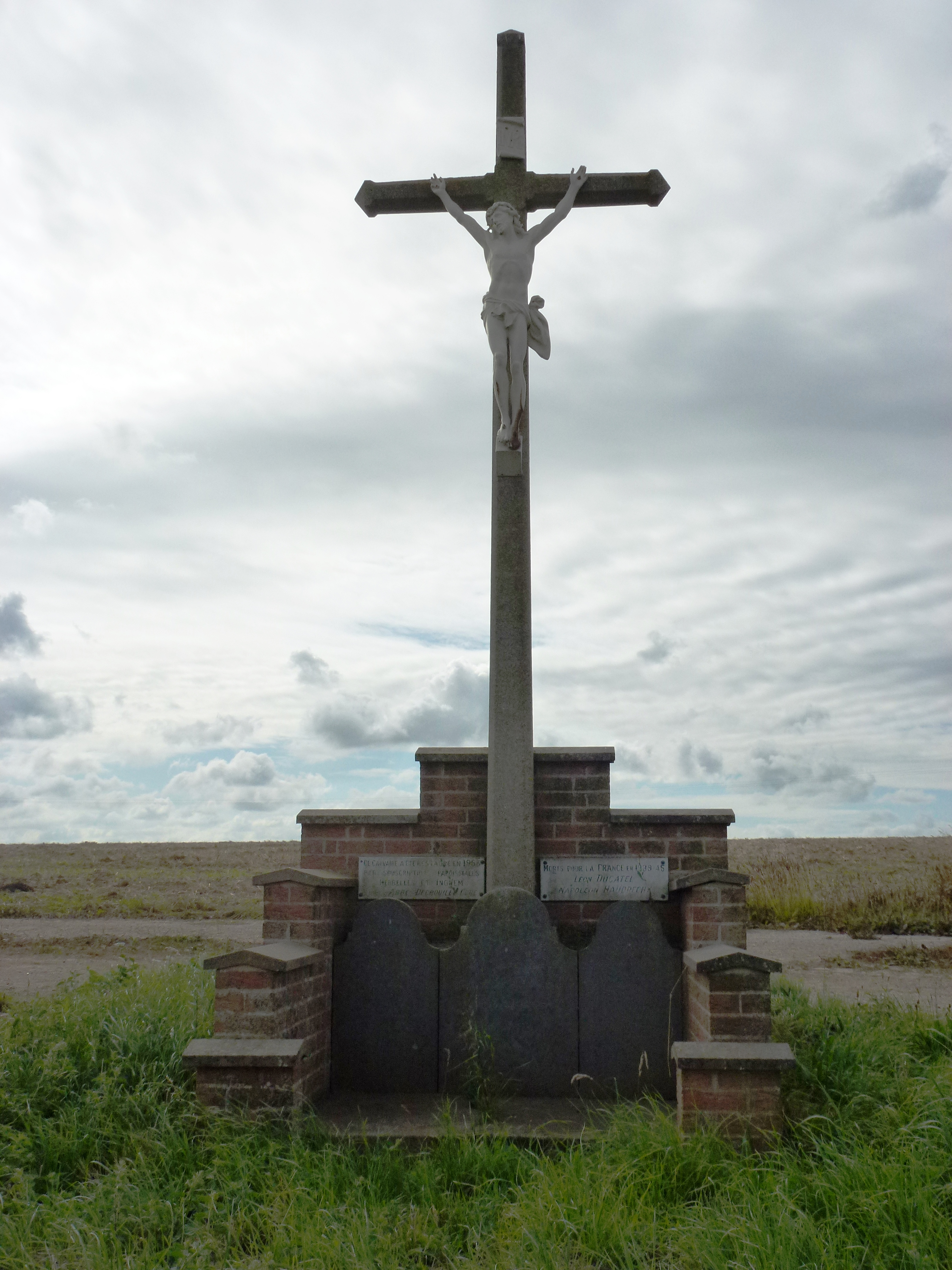
Croix de chemin entre Herbelles et Inghem, mémorial de guerre .

### Héraldique
|  | Les armes de Inghem se blasonnent ainsi : D’or aux trois fasces de sable, au franc-canton d’hermine. |